# Henri de Dion
Comte Joseph-Louis Henri de Dion (23. prosince 1828 Montfort-l'Amaury – 13. dubna 1878 Paříž) byl francouzský stavební inženýr zabývající se především ocelovými konstrukcemi.

## Život
Henri de Dion získal vzdělání ve Švýcarsku a na École centrale des arts et manufactures v Paříži (1848 až 1851). S Eugènem Flachatem postavil most přes řeku Garonne u Langonu. Se svým bratrem Joseph-Louis-Adolphem se podílel na restaurování katedrály Notre-Dame v Bayeux (1854). Za svůj podíl na této stavbě se 11. srpna 1859 stal rytířem Řádu čestné legie. Postavil mnoho ocelových železničních mostů ve Španělsku, nádraží v Madridu (Estación de Delicias) a cukrovar na ostrově Guadeloupe (1862). V roce 1870 se jako vlastenec z Peru vrátil do Paříže, aby se při obléhání města během prusko-francouzské války podílel na obraně vlasti. Za výstavbu opevnění u Champigny pod nepřátelskou palbou se 16. října 1870 stal důstojníkem Řádu čestné legie.
Vedl Národní konzervatoř umění a řemesel (Conservatoire national des arts et métiers) a byl profesorem statiky na École centrale d'architecture. Jedním z jeho žáků byl i Gustave Eiffel.
De Dion se v roce 1877 stal prezidentem francouzské „Společnosti stavebních inženýrů“ (Société des ingénieurs civils de France). V roce 1878 pracoval na stavbě výstavních hal Galerie des machines se železnou konstrukcí pro Světovou výstavu 1878, zemřel však před jejich dokončením. Části těchto budov byly poté užity pro hangár pro vzducholodě v Meudonu (Hangar Y, který stojí dodnes a je nejstarším hangárem pro vzducholodě na světě), další díly byly použity pro halu v Cardinet (tu nechalo město Paříž v roce 2008 strhnout), v Belfortu a kino u Bassin de la Villette v Paříži.

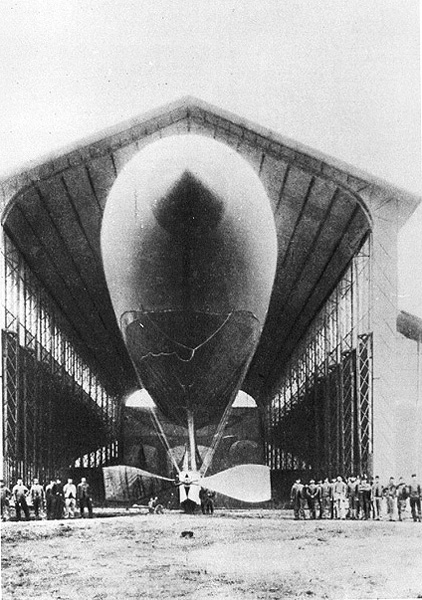
Hangar Y se vzducholodí La France

Jeho dílo pomohlo při návrhu i konstrukci Eiffelovy věže. Henri de Dion je proto pro svůj přínos uveden v seznamu 72 jmen.
Byl bratrancem otce známého podnikatele a průkopníka automobilismu Alberta de Diona.

## Galerie

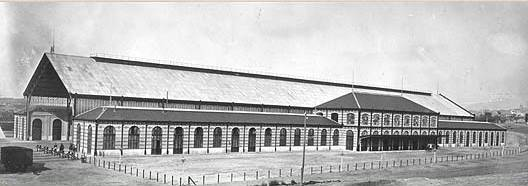
Estación de Delicias, Madrid
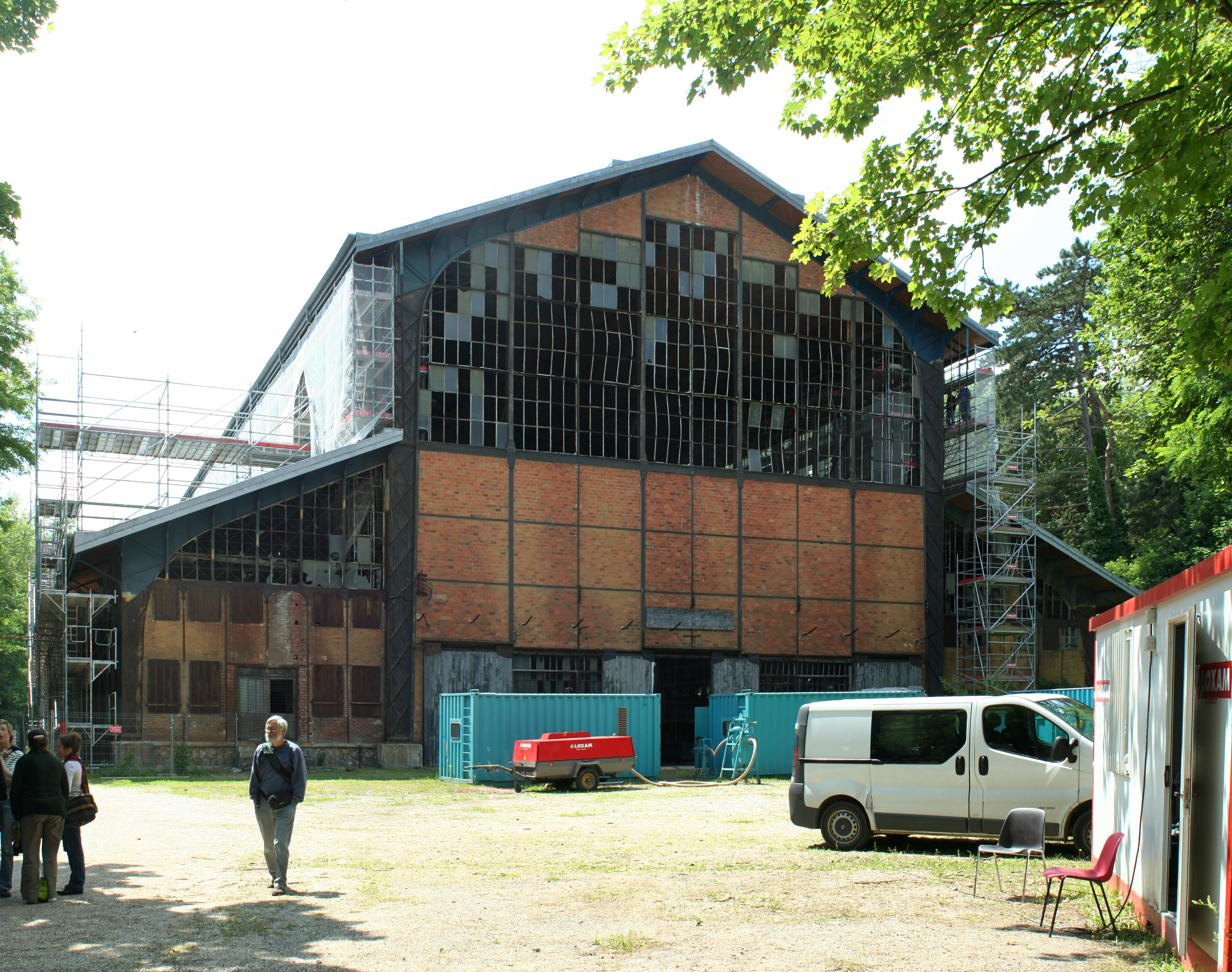
Hangar Y v Meudonu při restaurování v roce 2009